# Val de Seine
Val de Seine ist ein Geschäftsviertel in der Großregion Paris. Gemeint ist die Gegend im Südwesten von Paris entlang eines Bogens der Seine, der im Prinzip die Gemeinden Boulogne-Billancourt und Issy-les-Moulineaux einschließt und bis in den 15. Bezirk von Paris reicht. 
Die Gegend war im 20. Jahrhundert vor allem ein Industriegebiet, das sich ab 1980 auf dem Sektor der Kommunikation spezialisierte. Hier nahmen die meisten französischen Fernsehgesellschaften ihren Sitz: TF1, France Télévisions, Arte, Canal+, TPS, Eurosport, France 24.
Koordinaten: 48° 49′ 54″ N, 2° 15′ 53″ O